# Giorgio Lamberti (Sänger)

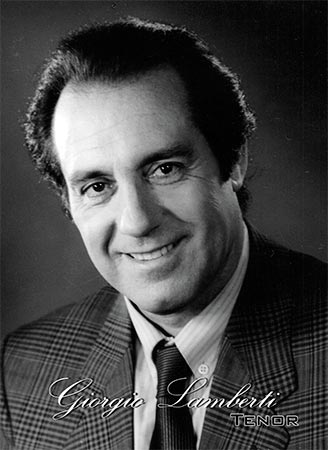
Giorgio Lamberti

Giorgio Casellato Lamberti (* 9. Juli 1938 in Adria) ist ein italienischer Opernsänger (Tenor).

## Leben
Er wuchs in Bozen auf und erhielt seine Ausbildung am dortigen Konservatorium. 1964 debütierte er als Arrigo in der Oper I vespri siciliani von Verdi in Rom.
Besonderen Erfolg hatte er, als er 1970 Franco Corelli in der Arena di Verona als Don José in der Oper Carmen von Bizet ersetzte. Seine Karriere führte ihn an die Opernhäuser in Chicago, Baltimore und Kairo, an das Teatro alla Scala in Mailand, die Wiener Staatsoper, die Bayerische Staatsoper München und an die Deutsche Oper Berlin.
1996 beendete er seine Laufbahn mit einer Aufführung von Samson et Dalila von Saint-Saëns am Opernhaus Zürich.

## CD-Aufnahmen
- Bellini: Zaira, Myto
- Bizet: Carmen, Naxos
- Donizetti: Gemma di Vergy, Myto
- Donizetti: Poliuto, Gala
- Meyerbeer: L’Africaine, Myto
- Ponchielli: La Gioconda, CBS
- Puccini: Tosca, Naxos
- Puccini: Il tabarro, RCA
- Respighi: Belfagor, Hungaroton
- Verdi: Ernani, Philips
- Verdi: I lombardi, Hungaroton
- Verdi: Aida, Myto
- Verdi: Il corsaro, Gala
- Verdi: Macbeth, Mondo Musica
- Giorgio Lamberti – Recital, Myto